# Konterra
 (juillet 2025).
Konterra est une census-designated place située dans le comté du Prince George, dans l’État du Maryland, aux États-Unis. Lors du recensement de 2020, elle comptait 3 158 habitants.